# Amedi
Amedi ou Amadia (em curdo:  Amêdî, ئامێدی, em árabe: العمادية, em aramaico:  ܥܲܡܵܕܝܵܐ Al-Emadiyah) é uma cidade curda no norte do Iraque, na província de Dahuk, região do Curdistão iraquiano. Está situada a cerda de 1.400 metros de altitude, entre as montanhas, próxima à fronteira com a Turquia.